# Franz Dülberg (Kunsthistoriker)
Franz Dülberg (* 6. Mai 1873 in Berlin; † 21. Mai 1934 ebenda) war ein deutscher Kunsthistoriker und Autor (Übersetzer, Sachbuchautor, Dramatiker).

## Leben
Franz Dülberg besuchte das Königliche Wilhelms-Gymnasium in Berlin. Ab 1891 studierte er Kunstgeschichte an der Universität Berlin und wurde dort 1899 promoviert. Danach unternahm er ausgedehnte Reisen, lebte als Privatgelehrter und Autor in München, ab 1913 wieder in Berlin. Unter anderem war er als Kunstkorrespondent für die Münchner Neuesten Nachrichten tätig. 1915 erschien sein neuromantisches Drama Karinta von Orrelanden. Er übersetzte Sachbücher und Romane aus dem Niederländischen, vor allem die Werke von Jo van Ammers-Küller, Hermann de Man (1898–1946) und Theun de Vries.
Nach der „Machtergreifung“ der Nationalsozialisten unterschrieb Dülberg im Oktober 1933 zusammen mit weiteren 87 Schriftstellern das Gelöbnis treuester Gefolgschaft für Adolf Hitler.
Seine Übersetzung von Jo van Ammers-Küllers Romantrilogie Die Frauen der Coornvelts erreichte hohe Auflagen und wurde in den 1950er Jahren nachgedruckt. Dülberg wird dem Kreis um Stefan George zugerechnet.

## Veröffentlichungen
- Die Leydener Malerschule. I. Gerardus Leydanus ; II. Cornelis Engebrechtsz. Schade, Berlin 1898 (Dissertation)
- Stefan George. Ein Führer zu seinem Werke. Georg Müller, München 1908
- Korallenkettlin. Ein Drama in vier Akten. Berlin 1919
- Vom Geiste der deutschen Malerei. Vierundzwanzig Bilder besprochen von Franz Dülberg. Volksverband der Bücherfreunde, 2. Band der 4. Jahresreihe, Wegweiser-Verlag, Berlin 1922
- Holland. Handbuch für Reisende von Karl Baedeker. Karl Baedeker, Leipzig 1927 (Kunstgeschichtliche Einleitung auf S. XXXV–LII und weitere Beiträge)
- Holland. Ein Land, das lohnt, Den Haag 1928
- Albrecht Dürer und sein Werk, Berlin 1928
- Deutsche Bildnisse, Berlin 1932
- Kunst in Berlin, Berlin 1934